# 민종도
민종도(閔宗道, 1633 ~ 1693)는 조선 후기의 문신이다. 본관은 여흥, 숙종 때 병조판서를 지냈으며 장희재와 가까운 사이였다.

## 생애
현종 때인 1663년, 문과에 급제하여 검열이 되고 대교, 봉교, 지평을 거쳐 정언이 되었고 다시 지평으로 임명되었다가 정언, 지평, 사서를 두루 거쳐 문학으로 임명되었다. 곧 지평과 정언을 거쳐서 1669년, 순천현감으로 임명되어 외직에 나갔다가 1670년, 상의로 임명되어 내직으로 돌아왔고 곧 사서, 지평, 수찬, 헌납, 부교리, 필선을 거쳐 1672년에 승지가 되며 당상관이 되었고 곧 동부승지, 우부승지를 하다가 1674년, 서인을 몰아낸 이후 병조참지와 대사성을 했고 평안도관찰사를 거쳐 부제학과 대사간을 하다가 1679년에 도승지가 되었다. 남인 집권기 초반기에는 탁남으로써 서인에 대한 온건론을 펴기도 했다. 이후 대사헌과 부제학을 하다가 1680년, 참찬관이 되었으나 경신환국으로 유배를 당한다. 그러나 1689년, 기사환국 이후 복직되었고 이후 장희재와 친척인 민암, 이의징과 결탁했고 민장도와 가까이 지내며 남인의 강경파로써 송시열, 김수항 등을 사사할 것을 주장했고 이후 이조참판으로 특진되고 곧 공조판서, 대사헌을 거쳐 다시 병조판서, 대사헌, 예조판서를 하며 동지경연사를 겸했고 이후 우참찬, 좌참찬, 대사헌, 공조판서, 병조판서를 했고 금위대장도 겸했다. 이후 1693년에 사망한다. 하지만 1694년, 갑술환국이 일어난 후 관작이 추탈되었는데 1701년, 무고의 옥으로 아들인 민언량이 참수되면서 그의 일족은 모두 몰살되었다.